# MRPL11
39S ribosomal protein L11, mitocondrial es una proteína que en humanos está codificada por el gen MRPL11 .
Las proteínas ribosómicas mitocondriales de mamíferos están codificadas por genes nucleares y ayudan en la síntesis de proteínas dentro de la mitocondria. Los ribosomas mitocondriales (mitoribosomas) consisten en una subunidad 28S pequeña y una subunidad 39S grande. Tienen una composición estimada de proteína a ARNr del 75% en comparación con los ribosomas procarióticos, donde esta proporción se invierte. Otra diferencia entre los mitoribosomas de mamíferos y los ribosomas procarióticos es que estos últimos contienen un ARNr 5S. Entre las diferentes especies, las proteínas que comprenden el mitoribosoma difieren mucho en secuencia y, a veces, en propiedades bioquímicas, lo que impide un fácil reconocimiento por homología de secuencia. Este gen codifica una proteína de la subunidad 39S. El análisis de secuencia identificó tres variantes de transcripción que codifican diferentes isoformas. Los pseudogenes correspondientes a este gen se encuentran en los cromosomas 5q y 12q.